# Мульміна Анастасія Костянтинівна
Анастасі́я Костянти́нівна Му́льміна (нар.27 квітня 1997, Нікополь, Дніпропетровська область) — українська спортсменка, художня гімнастка. Чемпіонка літньої Універсіади 2015 року в м. Кванджу (Корея) у групових вправах.

## Життєпис
Народилася в м. Нікополь, Дніпропетровської області. Почала тренуватися під керівництвом тренера Ястребової Олени Володимирівни. 2009 року переїздить з Нікополя до Дніпропетровська, де продовжує тренування в Школі олімпійського резерву під керівництвом Альвіни Миколаївни Якимець. З 2011 до 2018 року тренувалася в Школі Дерюгіних. З 2019 року займається тренерською діяльністю. В 2021 році виступала за контрактом в швейцарському цирку Salto Natale.

## Спортивна кар'єра
- у червні 2012 року в Нижньому Новгороді на чемпіонаті Європи з художньої гімнастики завоювала бронзову медаль у вправі з м'ячем, у вправах з булавами посіла 6 місце.
- в жовтні 2012-го під час клубного чемпіонату світу з художньої гімнастики у Токіо здобула бронзову медаль.
- у травні 2015 року здобула три нагороди на міжнародному турнірі з художньої гімнастики в Холоні (Ізраїль) — третя в багатоборстві, срібні нагороди за виступи у правах з м'ячем і булавами.

### 2015
На літній Універсіаді в м. Кванджу Анастасія Мульміна у складі збірної України (разом із Євгенією Гомон, Валерією Гудим, Олександрою Грідасовою та Оленою Дмитраш) завоювала золото у командних вправах із булавами та обручами і срібло — у командних вправах із стрічками та у командному багатоборстві. На Чемпіонаті України 2015 року Мульміна була другою у вправах із обручем і третьою — в індивідуальному багатоборстві, вправах із булавами, м'ячем і стрічкою.